# Doulcon
Doulcon és un municipi francès situat al departament del Mosa i a la regió del Gran Est. L'any 2007 tenia 420 habitants.

## Demografia

### Població
El 2007 la població de fet de Doulcon era de 420 persones. Hi havia 185 famílies, de les quals 57 eren unipersonals (23 homes vivint sols i 34 dones vivint soles), 64 parelles sense fills, 49 parelles amb fills i 15 famílies monoparentals amb fills.
La població ha evolucionat segons el següent gràfic:
Habitants censats

### Habitatges
El 2007 hi havia 220 habitatges, 187 eren l'habitatge principal de la família, 25 eren segones residències i 8 estaven desocupats. 200 eren cases i 19 eren apartaments. Dels 187 habitatges principals, 137 estaven ocupats pels seus propietaris, 47 estaven llogats i ocupats pels llogaters i 2 estaven cedits a títol gratuït; 9 tenien dues cambres, 22 en tenien tres, 39 en tenien quatre i 117 en tenien cinc o més. 157 habitatges disposaven pel capbaix d'una plaça de pàrquing. A 78 habitatges hi havia un automòbil i a 86 n'hi havia dos o més.

### Piràmide de població
La piràmide de població per edats i sexe el 2009 era:
| Homes | Edats   | Dones |
| ----- | ------- | ----- |
| 0     | 95 o +  | 0     |
| 0     | 90 a 94 | 8     |
| 0     | 85 a 89 | 0     |
| 0     | 80 a 84 | 0     |
| 12    | 75 a 79 | 12    |
| 8     | 70 a 74 | 12    |
| 0     | 65 a 69 | 12    |
| 16    | 60 a 64 | 16    |
| 16    | 55 a 59 | 16    |
| 20    | 50 a 54 | 32    |
| 16    | 45 a 49 | 12    |
| 24    | 40 a 44 | 20    |
| 8     | 35 a 39 | 4     |
| 12    | 30 a 34 | 8     |
| 16    | 25 a 29 | 24    |
| 12    | 20 a 24 | 8     |
| 20    | 15 a 19 | 8     |
| 4     | 10 a 14 | 20    |
| 20    | 5 a 9   | 16    |
| 16    | 0 a 4   | 0     |

## Economia
El 2007 la població en edat de treballar era de 277 persones, 182 eren actives i 95 eren inactives. De les 182 persones actives 169 estaven ocupades (89 homes i 80 dones) i 14 estaven aturades (6 homes i 8 dones). De les 95 persones inactives 46 estaven jubilades, 22 estaven estudiant i 27 estaven classificades com a «altres inactius».

### Ingressos
El 2009 a Doulcon hi havia 192 unitats fiscals que integraven 430 persones, la mediana anual d'ingressos fiscals per persona era de 16.810 €.

### Activitats econòmiques
Dels 14 establiments que hi havia el 2007, 1 era d'una empresa extractiva, 2 d'empreses de construcció, 4 d'empreses de comerç i reparació d'automòbils, 3 d'empreses d'hostatgeria i restauració, 1 d'una empresa de serveis, 2 d'entitats de l'administració pública i 1 d'una empresa classificada com a «altres activitats de serveis».
Dels 6 establiments de servei als particulars que hi havia el 2009, 1 era una oficina d'administració d'Hisenda pública, 1 fusteria, 1 electricista i 3 restaurants.
Dels 2 establiments comercials que hi havia el 2009, 1 era una fleca i 1 una botiga de material de revestiment de parets i terra.
L'any 2000 a Doulcon hi havia 10 explotacions agrícoles que ocupaven un total de 604 hectàrees.

## Poblacions més properes
El següent diagrama mostra les poblacions més properes.